# Le Petit Matin (journal)
Pour les articles homonymes, voir Le Petit Matin.
Le Petit Matin est un quotidien en langue française qui a paru en Tunisie sous le protectorat français puis durant une dizaine d'années après l'indépendance.
Dirigé par Simon Zana, il était considéré comme l'organe de la communauté juive du pays, en raison de « la personnalité de son propriétaire, l'orientation de ses chroniques et la place qu'il fait aux informations juives ».
Dans l'entre-deux-guerres, des problèmes financiers le conduisent à un rapprochement avec La Dépêche tunisienne alors dominante. Sous le régime de Vichy, il devient le « seul organe juif autorisé » en étant contraint de porter dès le 15 décembre 1940 la mention de « Journal israélite de Tunisie ». Il consacre alors une place au judaïsme et à l'histoire du peuple juif, en s'abstenant toutefois de prendre la défense des Juifs de Tunisie.
Après l'indépendance, face à la concurrence grandissante de L'Action tunisienne et de La Presse de Tunisie, le journal cesse de paraître à l'été 1967.